# Miagrammopes plumipes
Miagrammopes plumipes es una especie de araña araneomorfa del género Miagrammopes, familia Uloboridae. Fue descrita científicamente por Kulczynski en 1911.
Habita en Nueva Guinea.